# Ponthieva unguiculata
Ponthieva unguiculata är en orkidéart som beskrevs av Oakes Ames och Charles Schweinfurth. Ponthieva unguiculata ingår i släktet Ponthieva och familjen orkidéer.
Artens utbredningsområde är Bolivia. Inga underarter finns listade i Catalogue of Life.